# Dragalina
Dragalina est une commune roumaine située dans le județ de Călărași.